# Luis de Agustini
Luis Alejandro de Agustini Varela (árabe: لويس أليخاندر روبين دي أغوستيني فاريلا) (Sauce, Uruguay, 5 de abril de 1976) es un exjugador de fútbol uruguayo, naturalizado libio. Jugaba en la posición de portero.

## Selección nacional
Ha sido internacional con la Selección de fútbol de Libia el 9 de octubre de 2005, en un partido correspondiente al grupo 3 de la segunda fase para la clasificación de CAF para la Copa Mundial de Fútbol de 2006 contra Benín en el Stade René Pleven d'Akpakpa de la ciudad de Cotonú. 
De Agustini jugó los 90 minutos de aquel partido y su selección cayó derrotada 1-0. .
También ha integrado la lista de buena fe libia para la Copa Africana de Naciones de 2006, en donde fue el guardameta titular en 2 de los 3 partidos que Libia disputó en aquella edición continental (expulsado en la presentación, ante Egipto).
Entre esos dos años (2005 y 2006), de Agustini también fue internacional libio en algunos partidos amistosos (uno de ellos contra su país natal, Uruguay ).
Totalizó 12 partidos internacionales con el combinado africano.

## Clubes
| Club                  | País    | Año         |
| --------------------- | ------- | ----------- |
| Peñarol               | Uruguay | 1995 - 2001 |
| Liverpool             | Uruguay | 2002        |
| Al Ittihad            | Libia   | 2002 - 2003 |
| Liverpool             | Uruguay | 2004 - 2005 |
| Al Ittihad            | Libia   | 2006 - 2007 |
| Liverpool             | Uruguay | 2008 - 2009 |
| Deportes Concepción   | Chile   | 2010        |
| Plaza Colonia         | Uruguay | 2011 - 2012 |
| Deportivo San Jacinto | Uruguay | 2012        |

## Palmarés

### Campeonatos nacionales
| Título             | Club       | País    | Año     |
| ------------------ | ---------- | ------- | ------- |
| Primera División   | Peñarol    | Uruguay | 1995    |
| Primera División   | Peñarol    | Uruguay | 1997    |
| Primera División   | Peñarol    | Uruguay | 1999    |
| Segunda División   | Liverpool  | Uruguay | 2002    |
| Liga Premier       | Al Ittihad | Libia   | 2002-03 |
| Supercopa de Libia | Al Ittihad | Libia   | 2003    |
| Liga Premier       | Al Ittihad | Libia   | 2005-06 |
| Supercopa de Libia | Al Ittihad | Libia   | 2006    |
| Liga Premier       | Al Ittihad | Libia   | 2006-07 |
| Supercopa de Libia | Al Ittihad | Libia   | 2007    |
| Copa Libia         | Al Ittihad | Libia   | 2007    |
| Liga Premier       | Al Ittihad | Libia   | 2007-08 |

### Distinciones individuales
| Distinción                                        | Año     |
| ------------------------------------------------- | ------- |
| Portero Menos Goleado de la Liga Premier de Libia | 2002-03 |
| Portero Menos Goleado de la Liga Premier de Libia | 2006-07 |